# 營養標籤

美國食品藥品監督管理局規定的營養標籤

食物營養標籤是強制在預先包裝食物列明食物營養資料的制度，目的是讓消費者選購時更有選擇，實踐健康飲食。以色列是最早採用營養標籤的國家，現時並非所有國家/地區都有實行營養標籤，而且各地的需要列明的營養成份資料都不盡相同。

## 美國
在美國，根據每日攝取總熱量為兩千大卡的標準，營養標籤會列出各項營養素佔每人每日建議攝取量的百分比。
除了一些特殊食品(例如嬰兒食品)，目前營養標籤所參考的每人每日建議攝取量是根據1968年參考膳食攝取量所訂定出來的，以達到不同年齡、性別的族群的需求，因此營養標籤所參考的每人每日建議攝取量和現在的參考膳食攝取量有所差別，如下表。其中維他命C、維他命D、維他命E、維他命K、鈣、磷、鎂、錳等營養素現在的參考膳食攝取量比營養標籤所參考的每人每日建議攝取量高(甚至高出50%)，而其他的營養素則較低。截至2010年10月，美國規定必須標示的微量營養素只有維他命A、維他命C、鈣、鐵。
| 營養素    | 營養標籤所參考的每人每日建議攝取量 | 現在的參考膳食攝取量 | 單位 |
| --------- | ---------------------------------- | -------------------- | ---- |
| 維他命A   | 5000                               | 3000                 | IU   |
| 維他命C   | 60                                 | 1300                 | mg   |
| 鈣        | 1000                               | 1300                 | mg   |
| 鐵        | 18                                 | 18                   | mg   |
| 維生素D   | 400                                | 600                  | IU   |
| 維生素E   | 30 IU                              | 15 mg                |      |
| 維生素K   | 80                                 | 120                  | μg   |
| 硫胺      | 1.5                                | 1.2                  | mg   |
| 核黃素    | 1.7                                | 1.3                  | mg   |
| 菸鹼酸    | 20                                 | 16                   | mg   |
| 維生素B6  | 2                                  | 1.7                  | mg   |
| 葉酸      | 20                                 | 16                   | μg   |
| 維生素B12 | 6                                  | 2.4                  | μg   |
| 生物素    | 300                                | 30                   | μg   |
| 泛酸      | 10                                 | 5                    | mg   |
| 磷        | 1000                               | 1250                 | mg   |
| 碘        | 150                                | 150                  | μg   |
| 鎂        | 400                                | 420                  | mg   |
| 鋅        | 15                                 | 11                   | mg   |
| 硒        | 70                                 | 55                   | μg   |
| 銅        | 2                                  | 0.9                  | mg   |
| 錳        | 2                                  | 2.3                  | mg   |
| 鉻        | 120                                | 35                   | μg   |
| 鉬        | 75                                 | 45                   | μg   |
| 氯        | 3400                               | 2300                 | mg   |

一些食品並沒有被規定要標示營養標籤，而是以成分表代替，依照含量高低排序。
1990年的營養標示與教育法規規定大多數的食物必須標示營養標籤(由FDA總裁David Kessler提出)。根據這條法規，自1994年5月8日開始，食物公司必須在包裝食品上標示新的營養標籤(這條法規並不包括肉類和家禽類，但是美國農業部(U.S. Department of Agriculture, USDA)對於肉類和家禽類有類似的規範)。而在1994年5月8日前，食物則標示稱為"每份營養信息(nutrition information per serving)"或是"營養信息(nutrition information)"的舊的標籤。

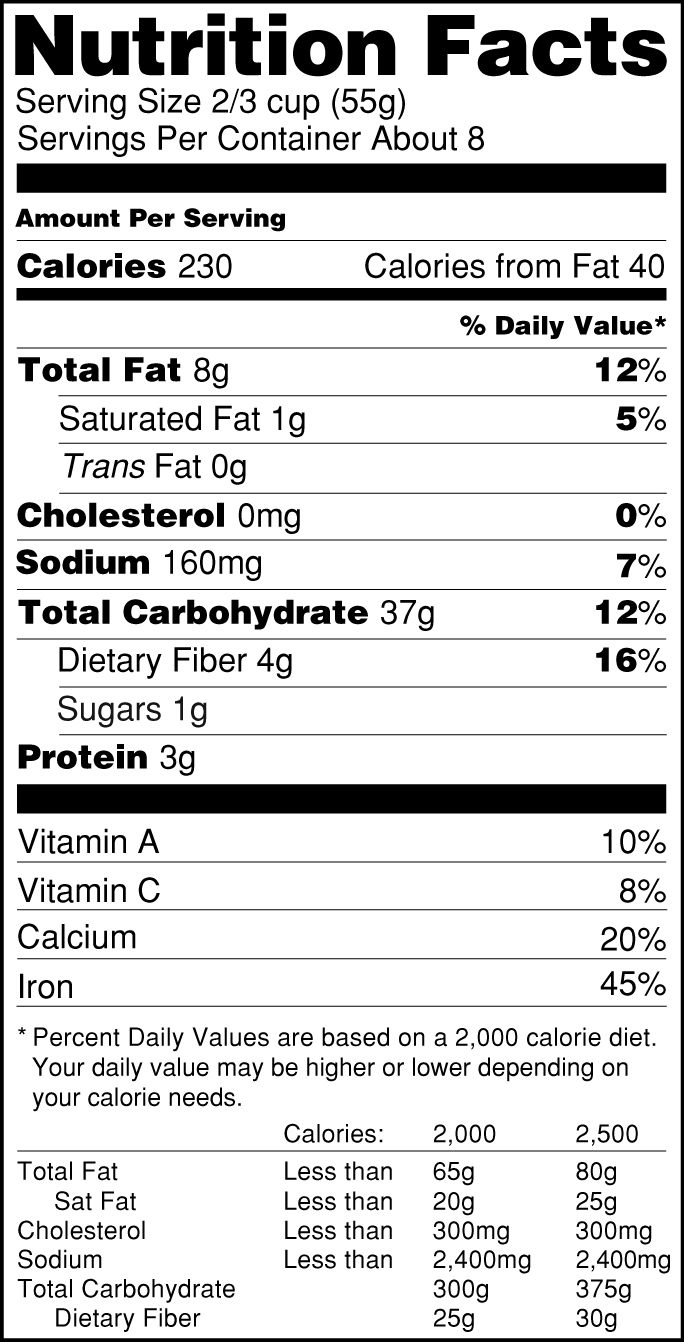
原版的FDA營養標籤(2014年前)

一個營養標籤的開頭會先註明一份的量是多少以及熱量，接著是組成成分。每個營養標籤幾乎都會標示總脂肪、鈉、碳水化合物、蛋白質，至於其他的營養素則可能會被省略(如果這個食物沒有包含的話)。一般來說，營養標籤通常會包含下列15項資訊：熱量、來自脂肪的熱量、脂肪、飽和脂肪、反式脂肪、膽固醇、鈉、碳水化合物、膳食纖維、糖、蛋白質、維生素A、維生素C、鈣、鐵等。
如果一個食品的脂肪含量小於5克，則營養標籤所標示的脂肪量會以0.5為單位取最接近的值，例如如果某食品的脂肪含量為7.8克，則會標示7.5克；而如果脂肪含量小於0.5克則會標示0克，例如如果某食品每份含有0.45克的反式脂肪，而整包有18份，則營養標籤會標示0克反式脂肪，即使實際上整包含有8.1克反式脂肪。

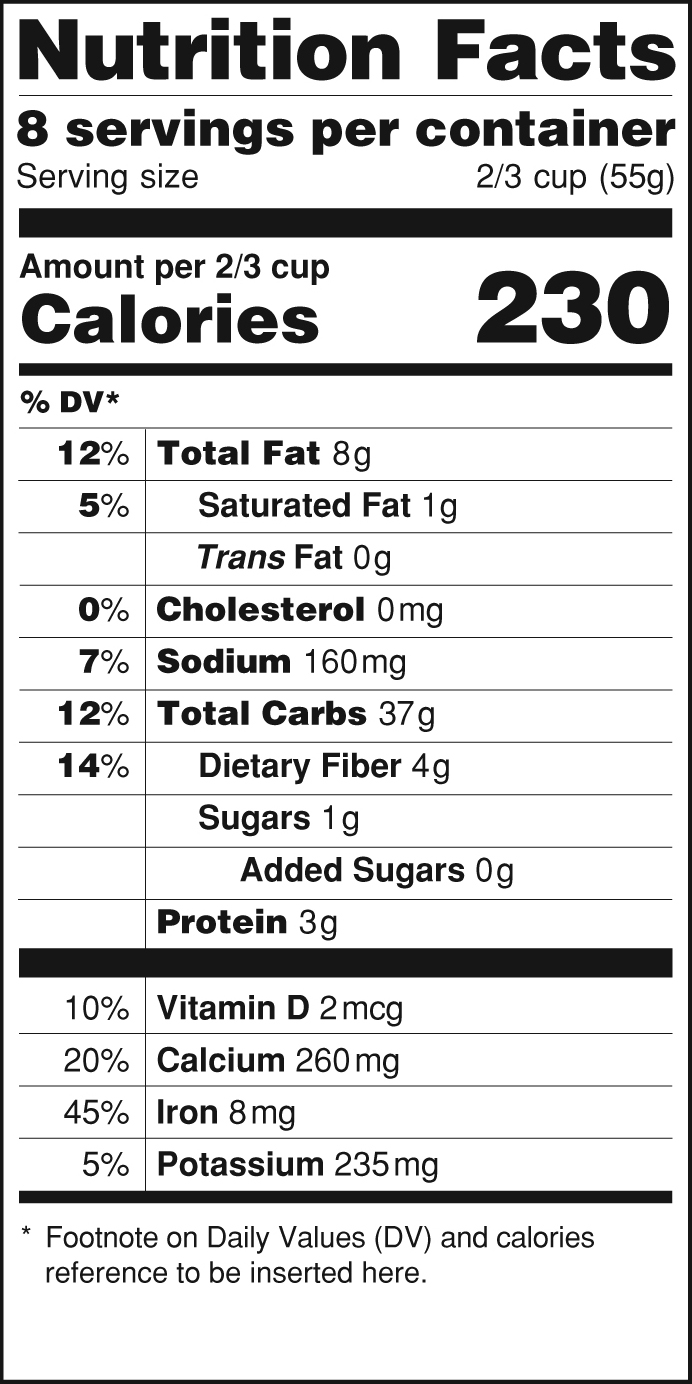
新版的FDA營養標籤(2014年後)

除此之外，食物可能還會標示關於營養或是健康的資訊。美國食品藥品監督管理局(FDA)只許可八種有科學證實的說法：鈣之於骨質酥鬆、含纖維的穀物和蔬果之於癌症、含纖維(尤其是水溶性纖維)的穀物和蔬果之於冠狀動脈心臟病、脂肪之於癌症、飽和脂肪和膽固醇之於冠狀動脈心臟病、鈉之於高血壓、葉酸之於神經管缺損。美國國家醫學院(Institute of Medicine)則建議營養標籤要包含對消費者有用的資訊，包括飽和脂肪、反式脂肪、鈉、熱量、和一份的量。

目前有超過六十五億個包裝食品標示有營養標籤。美國總統柯林頓更在1997年頒發"營養標籤設計優良"的獎項給 Burkey Belser。
美國食品藥品監督管理局(FDA)並沒有要求營養標籤使用哪種字體，只要求使用簡單且易讀的字型，而美國食品藥品監督管理局(FDA)的範例營養標籤使用的是Helvetica。然而，美國食品藥品監督管理局(FDA)和美國農業部(USDA)要求特定資訊必須要用英文標示，包括產品名稱、淨數量、一份的量以及本包裝含有幾份、營養標示、成分列表、製造商和經銷商的名稱。另外，根據小寫o的高度，最小的字母必須至少有十六分之一吋高(1.5875毫米)。
酒精飲料則由酒稅煙草稅務局(Alcohol and Tobacco Tax and Trade Bureau, TTB)管轄，而截至2012年還沒有被規定必須要有營養標籤。自2003年起，消費者團體持續遊說酒稅煙草稅務局，希望酒精飲料必須要有顯示相關資訊的標籤。有一些專業術語有一定的規範，例如"light"、"table wine"等等術語，而且在一些特定情況下酒精含量必須被標示。
2006年一月，反式脂肪的資訊被規定要列在飽和脂肪的資訊的後面。這是自從營養標籤在1993年問世後第一個重大修改。2014年，美國食品藥品監督管理局(FDA)根據對於大眾健康的重視和消費營養素的趨勢，對營養標籤做了一些修改。然而，研究指出美國大多數的人並不能了解營養標籤所代表的資訊，尤其是老年、黑人或是西班牙裔人、失業、在美國境外出生、英文能力不佳、低教育程度、低收入、南方等計算能力較差的族群；而因為這些修改沒有辦法將健康相關資訊傳達給最需要這些資訊的族群，因此可能會使健康不平等的情況惡化。
有人提議一些對於營養標籤的建議與修改，包括用"飲料份量"代替"一份"來更精確地反映真正被攝取的熱量、用"總熱量"和"脂肪的種類"代替"脂肪的熱量"、用"添加糖的量"代替"糖含量"、標示維生素D和鈣的含量等等。然而，有一些被提議的修改也引發了食品工業和公共衛生之間的爭論：建議用"添加糖的量"代替"糖含量"這個提議是由美國食品藥品監督管理局(FDA)提出的，原因是每人糖消耗量在過去幾十年來已經超過科學和政府機構所建議的量；然而， 一些食品公司卻反對這項提議，認為在標籤上增加"添加糖的量"這項標示並"沒有好處(lack of merit)" 和"沒有有說服力的證據(no preponderance of evidence)"。有些規定在2016年5月20日通過，製造商必須在2018年7月26日前修改標籤(如果年銷售量小於一千萬的話則可以延至2019年7月26日)。

## 歐盟
在歐盟，營養標籤主要由歐洲聯盟指令(Commission Directive)規範：2008年10月28日的指令(2008/100/EC)針對參考膳食攝取量、能量轉換因子和定義等方面修改了指令(90/496/EEC)，而現行的規範是"規章(1169/2011)"，規定自2016年12月起所有包裝食物都必須附有營養標籤。
根據舊的規範(指令(90/496/EEC))，營養相關的資訊通常稱為"營養資訊(Nutrition Information)"。並沒有強制規範要用表格的形式，但是如果用表格的形式呈現資訊的話必須遵守相關的規範。營養標籤通常以"標準份(100克 (3.5 oz)或是100毫升(3.5 imp fl oz、3.4 US fl oz))"為單位來標示所含的營養素，另外會不會註明一份的量則不一定。
營養標籤的開頭會先註明熱量，千卡和千焦都要標示。
接著會標示組成成分：通常包含：蛋白質、碳水化合物、澱粉、糖、脂肪、纖維、鈉等資訊。通常"脂肪"和會被細分為飽和脂肪和不飽和脂肪，而"碳水化合物"會標示"糖"的含量。在新的規範中，必須要標示的資訊包括：熱量、脂肪、飽和脂肪、碳水化合物、糖、蛋白質、鹽(需要依照順序)，而不一定需要但可以標示的有：單元不飽和脂肪、多元不飽和脂肪、多元醇、澱粉、纖維、維他命、礦物質等。
在規章(1924)中，針對低脂、高纖維、低熱量等等名詞有法定定義。
歐盟在規章(1924/2006)考慮了關於健康方面和營養方面的建議。2012年11月，歐洲聯盟委員會公布兩個新的規範：規章(1047/2012)和規章(1048/2012)，針對這些建議做了一些調整。現在所有健康方面的建議已經被歐盟審核，如果經過歐洲食品安全局(European Food Safety Authority, EFSA)的同意而通過的話則可以被採用。同意和拒絕的建議列表可以在歐洲食品安全局(European Food Safety Authority, EFSA)的網站上查到。
只要規定的營養資訊有被清楚地標示出來，那麼其他的營養資訊或是格式(像是紅綠燈標示系統)也可以標示，這些額外的資訊並不在規範的範圍之內。

## 香港
香港的營養資料標籤制度在2010年7月1日生效，預先包裝食品的營養標籤，需要列出「1+7」的營養資料，包括：
- 1=能量(kcal)
- 7=　蛋白質
- 總脂肪(g)
- 飽和脂肪(g)
- 反式脂肪(g)
- 碳水化合物(g)
- 糖(g)
- 鈉(mg)
- 其他營養素[10]

## 中國大陸

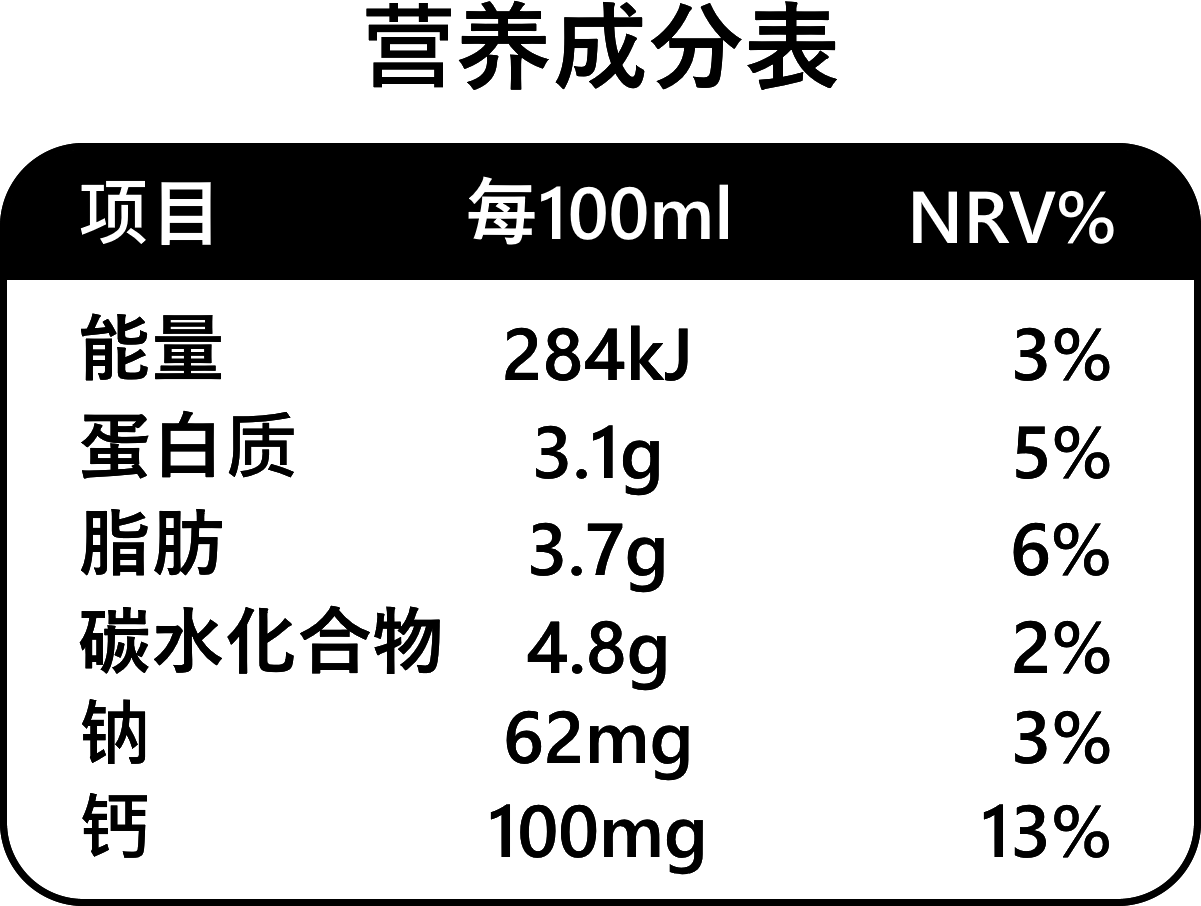
中国大陆市售食品的营养成分表样本

2008年5月1日起實施《食品營養標簽管理規範》。
2013年1月1日起實施《預包裝食品營養標籤通則》。

## 台灣

### 《包裝食品營養標示應遵行事項》[1][2]

#### 修訂目標
近年來國民營養知識提升，健康意識抬頭，且許多先進國家業已實施市售包裝食品營養標示制度，為因應國內消費大眾之需求，並建立消費者對營養標示之正確認識及提供其選購包裝食品之參考資訊，前行政院衛生署(現中華民國衛生福利部)自87年起，即推動實施市售包裝食品營養標示措施。
新修訂之主要目的為希望能將營養標示作更完整且符合國人需求之規範。

#### 法源依據
本規定依食品安全衛生管理法第二十二條第三項規定訂定之。

#### 基本規定用詞定義
| 營養成分   | 定義                                                                 |
| ---------- | -------------------------------------------------------------------- |
| 反式脂肪   | 指食品中非共軛反式脂肪（酸）之總和。                                 |
| 碳水化合物 | 即醣類，指總碳水化合物。                                             |
| 糖         | 指單醣與雙醣之總和。                                                 |
| 膳食纖維   | 指人體小腸無法消化與吸收之三個以上單醣聚合之可食碳水化合物及木質素。 |
| 營養宣稱   | 指任何以說明、隱喻或暗示方式，表達該食品具有特定之熱量或營養素性質。 |

##### 營養範疇界定
一般營養學上，營養素係指存在於食物內，能用於維持並建造身體組織、提供能源，調節新陳代謝者，故廣義而言，蛋白質類（各胺基酸）、脂肪類（飽和脂肪及不飽和脂肪酸、EPA、DHA、ω-3等）、碳水化合物類（單、雙、多醣類）、維生素類（Vitamin A、類胡蘿蔔素、視網醇、D、E、K、C、B1、B2、B6、B12、菸鹼素、泛酸、葉酸、生物素、肌醇、葉黃素)、礦物質類（鈣、磷、鈉、氯、鉀、硫、鎂、鐵、碘、氟、鋅、銅、鉻、硒、錳、鈷、鉬、硼、鎳、矽、錫、釩）等均屬之。至於一般食品原料，屬食品衛生管理法第22條第1項第2款所稱之「內容物」，應標示於內容物名稱欄位內。

##### 名詞釐清
| 名詞          | 釐清 |
| ------------- | --- |
| 糖            | 主要有葡萄糖、果糖、蔗糖、麥芽糖、乳糖及半乳糖。送檢驗時以此6項單醣與雙醣為主； 「糖」之標示值包含額外添加的糖及原料含有的糖，亦即最終包裝食品中所含之全部糖含量。            |
| 菊糖、 果寡糖 | 屬3 -9個單醣聚合的可食碳水化合物，屬包裝食品營養標示應遵行事項之膳食纖維定義範疇。                                                                                            |
| 反式脂肪      | 食品藥物管理署已針對反式脂肪之定義進行重新修訂， 由原規範之定義「反式脂肪係指食用油經部分氫化過程所形成的非共軛式反式脂肪酸」擴大修訂為「食品中非共軛反式脂肪（酸）之總和」。 |
| 咖啡因        | 咖啡因非屬營養素，不得列入營養標示中。 |

#### 標示內容
1. 須於包裝容器外表之明顯處依下表之格式提供下列標示之內容： 「營養標示」之標題、熱量、蛋白質含量、脂肪、飽和脂肪含量、反式脂肪含量、碳水化合物含量、糖含量、鈉含量、符合營養宣稱營養素或出現包裝食品營養宣稱應遵行事項之營養素含量、或廠商自願標示之其他營養素含量。
2. 營養宣稱或自願標示項目如為個別或總膳食纖維、個別糖類或糖醇類，則得列於碳水化合物項下，於糖之後標示，亦可標示於鈉下方；膽固醇或其他脂肪酸得列於脂肪項下，於反式脂肪(酸)之後標示，亦可標示於鈉下方；胺基酸得列於蛋白質項下，亦可標示於鈉下方。

|                              | 包裝食品營養標示格式       | 包裝食品營養標示格式(每日參考值) |
| ---------------------------- | -------------------------- | -------------------------------- |
| 一般包裝適用                 | 包裝食品營養標示格式（一） |                                  |
| 小包裝適用 (小於100平方公分) |                            |                                  |

#### 含量標示格式
1. 以「每一份量（或每份）」及「每 100 公克（或毫升）」標示，並加註該產品每包裝所含之份數。
2. 以「每一份量（或每份）」及其所提供「每日參考值百分比」標示，兩者均為必要標示內容，並加註該產品每包裝所含之份數。
  1. 對訂定每日營養素攝取參考值之營養素，應另註明所標示各項營養素之每日參考值；
  2. 對未訂定每日營養素攝取參考值之營養素，應於每日參考值百分比處加註「＊」符號，並註明「＊參考值未訂定」字樣。
3. 未滿一歲嬰兒食用之食品，應以第1項之格式標示；食品型態為錠狀、膠囊狀（不包含糖果類食品）應以第2項之格式標示；不可以自行設計其他格式。
4. 包裝食品各類產品每一份量之重量（或容量），應考量國民飲食習慣及市售包裝食品型態之一般每次食用量，指引表[3]為僅供參考，廠商可自行訂定份量值，但應有訂定不同份量值之參考依據。
5. 包裝食品營養標示中「本包裝含○份」，應以整數值標示份數，不得有小數點；而「每1份量」之數值，得以整數或至小數點後1位標示（如：本包裝含3份，每1份量29.5公克）。
6. 食品型態為錠狀、膠囊狀（不包含糖果類食品）應以建議食用量（須為整數）作為每一份量之標示。

##### 載具格式探討
1. 所有營養標示內容必須以中文及通用符號顯著標示於容器或包裝上，不可以用附加之說明書來呈現。
2. 產品的營養標示均須依照「包裝食品營養標示應遵行事項」所規定標示，不可自行多加格線、不可擅自創造設計格式、不可擅自變動標示項目的順序，該縮排標示的項目就要縮排，熱量計算方式及小數點可標示到幾位，都必須完全依照該標準之規定。如果產品總表面積小於100平方公分，其營養標示得以橫式方式標示之，請參照該標準之附表標示(假若脂肪含量為零，則應於飽和脂肪、反式脂肪含量標示「0」(見後規範)，而非不予標示該項目)。
3. 營養標示格式內不可以標示非營養素項目(例如：比菲德氏菌、膠原蛋白、葡萄糖胺、五味子萃取物等)，應與現行公告之項目作明顯區分，且應於該欄位上方加列適當之標題，例如：其他成分。
4. 依據食品安全衛生管理法施行細則第18條規定，有容器或外包裝之食品，標示字體之長度及寬度各不得小於2毫米，但最大表面積不足80平方公分之小包裝，除品名、廠商名稱及有效日期外，其他項目標示字體之長度及寬度各得小於2毫米。
5. 營養標示之印製沒有一定之顏色限制，惟需符合食品安全衛生管理法第22條之相關規定，應明顯標示之。
6. 最小販售包裝應依規定完整標示（含營養標示），產品如無小包裝單獨販售之情形，則於外(大)包裝標示即可。也就是說，小包裝如為完整包裝，且於市面有單獨小包裝流通販賣之情形者，則其小包裝亦應有一般食品標示及營養標示。
7. 當可標示的面積很小時，不可以省略部分營養標示內容，依規定必須依格式列出所有資訊，但若總表面積小於100 平方公分之包裝食品，可使用橫式格式列出所有營養標示內容。
8. 小於100平方公分之包裝食品，以橫式表示時，可免註明每日參考值：熱量 2000大卡、蛋白質 60公克、脂肪 60公克、飽和脂肪18公克、碳水化合物 300公克、鈉 2000毫克、宣稱之營養素每日攝取參考值、其他營養素每日攝取參考值。
9. 營養素含量不可用「10~15公克」或是「10±5公克」或是「< 10公克」的方式來表示。

##### 食品特性探討
1. 如果是冰凍或未烹煮過的食品，應根據未烹煮過的食品提供標示，若願再增加已烹煮過食品的營養標示則更好，但仍須確認其營養標示值之正確性。
2. 泡麵產品之麵條與調味包的營養標示可分開列出，由廠商自行決定，但仍須依照公告之格式表示。
3. 混合口味的水果軟糖，若每一種口味的熱量、營養素含量都一樣，則可以用同一個營養標示呈現； 但若各個口味所提供的熱量、營養素含量不相等，則無法僅用同一個營養標示來代表每一種口味之狀況，則須分別列出不同口味軟糖的營養標示，並能做適當的區別，清楚讓消費者明瞭。
4. 產品具不可食部分（如：蜜餞、瓜子類），該類產品之營養標示通常以可食部分為準；如標明「以可食部分計」，則可避免混淆； 而產品含有湯汁（如：花瓜、筍類罐頭），且一般並不食用湯汁，故通常以可食部分為準；如可標明「湯汁不計」，以避免混淆；  而產品含有湯汁（如：雞湯包），且一般會食用湯汁，可以整包雞湯包（含雞肉及湯汁）進行營養標示，亦可以將雞肉及湯汁部分分開標示，清楚讓消費者明瞭。

#### 單位標示格式
1. 固體（半固體）以公克表示，液體以毫升標示。
2. 熱量以大卡標示。
3. 蛋白質、脂肪、脂肪酸、碳水化合物、糖、膳食纖維以公克標示。
4. 鈉、膽固醇、胺基酸以毫克標示。
5. 維生素、礦物質之單位標示應以附表規定辦理。
6. 其他營養素以通用單位標示。

##### 食品特性探討
1. 需經復水之食品，如有營養宣稱，且其宣稱基準以復水後之營養素含量計算時，應以復水後為標示基準； 如未營養宣稱，得以復水前或後為標示基準，其沖泡方式應於營養標示格式下方註明。
2. 若產品為液態，但檢驗單位所提供的數據為重量單位，建議加測密度後換算成體積單位來表示。
3. 黏稠性產品得依實際情況而定，通常流動性大之液體（如：優酪乳、醬油膏）以毫升為單位，而流動性低、黏稠度高者（如：沙茶醬、優格）得以公克為單位。

#### 熱量、營養素攝取參考值
1. 包裝食品之每日熱量及各項營養素攝取參考值，為參考「國人營養素參考攝取量」，並邀集營養專家召開多次討論會議而訂定之。標示時應依下表規定辦理。
2. 下表適用於未屬特定之食用族群（如1~3歲，或是孕乳婦），即以四歲以上之每日熱量及各項營養素攝取參考值作為基準。 針對1~3歲嬰幼兒為主的食品，應使用1~3歲每日熱量及各項營養素攝取參考值；  而目前尚未訂定鉀之每日攝取參考值，應於其每日參考值百分比處加註「＊」符號，並於表下方註明「＊參考值未訂定」字樣。

| 每日熱量及各項營養素攝取參考值 |
| ------------------------------ |
|                                |
|                                |
|                                |

#### 營養素得標示為「0」之條件
1. 包裝食品營養標示之熱量、蛋白質、脂肪、碳水化合物、鈉、飽和脂肪、反式脂肪、糖含量，符合下表之條件者，得以「0」標示。若產品營養成分含量甚微者，如符合得標示為「0」的條件，則得以標示為「0」，不得標示「微量」。
2. 當總脂肪檢測值小於得標示為「0」之界限值0.5 公克/100公克，而反式脂肪或飽和脂肪之檢測值未小於得標示為「0」之界限值（反式脂肪不超過0.3 公克/100公克、飽和脂肪不超過0.1 公克/100公克）時，則總脂肪及反式脂肪均應標出該實際檢測值，以避免造成消費者誤解，且不得任意宣稱「無脂肪」、「不含脂肪」或「零脂肪」。
3. 「不超過」有包含該值，例如飽和脂肪可標示為「0」之條件為每100公克不超過0.1公克，亦即飽和脂肪含量≦0.1公克/100公克，即可標示為「0」。

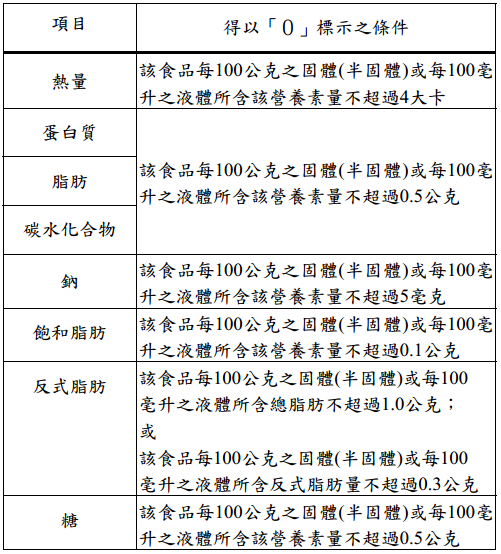
Nutrition facts label format 3-1 of Taiwan

#### 數據修整方式
1. 每包裝所含之份數、每日參考值百分比、鈉含量，以整數標示，不得有小數點。
2. 每一份量、熱量、蛋白質、胺基酸、脂肪、脂肪酸、膽固醇、碳水化合物、糖、膳食纖維，以整數或至小數點後一位標示。產品之份量值較小，其熱量、蛋白質、脂肪、脂肪酸、碳水化合物、糖含量，標示至小數點後一位；但是當產品的份量值較小時，仍無法符合以「0」標示之條件時，得以至小數點後二位標示。
3. 維生素、礦物質以有效數字不超過三位為原則。
4. 數據修整應參照中華民國國家標準 CNS2925「規定極限值之有效位數指示法」規定。 (以『四捨六入五成雙』的原則修整之。例如：29.24則修整為29.2；29.26則修整為29.3；29.25則修整為29.2；29.35則修整為29.4；0.4則修整為0；0.6則修整為1；0.5則修整為0；0.51則修整為1。)

#### 標示值產生方式、誤差允許範圍之規定
1. 包裝食品各項營養標示值產生方式，得以檢驗分析或計算方式依實際需要為之；其標示值之誤差允許範圍應符合下表之規定。
2. 食品之特定營養素含量如依其特性隨時間改變，得以加註標示特定營養素含量之實際衰退情形。(主要是針對豆腐乳等發酵類別食品，會因為放置時間長短或季節變化等因素，持續在進行發酵反應，而造成其中某些特定營養素變動性大（例如假設因為持續發酵反應而造成蛋白質含量衰退），所以用加註方式標示實際衰退情形，例如：因產品發酵作用，蛋白質含量每經過TM個月會降低TM公克或TM%。惟該類發酵類別食品如欲這樣加註標示時，應依據相關試驗報告（如衰退試驗）如實加註標示之。)
3. 法規並未規定檢驗機構之資格，惟業者對標示值與實測值之符合性，應負完全責任，故建議請委託具有該項目檢驗能力與公信力的檢驗機構驗為之。
4. 如食品藥物管理署有公告之檢驗方法，應以公告方法進行檢驗，如果沒有，業者得參照國際間公認之檢驗方法。惟標示值之正確性由廠商自行負責。
5. 採用營養成分分析之方式，分析樣品數並無強制性規定，廠商可依其產品生產量來決定其統計上之有效性，惟廠商必須對其產品標示值負責任。
6. 無規定多久需重新確認一次產品之營養成分，由廠商自行決定。但為標示值之正確性，廠商應自訂產品品管計畫，定期監測之。
7. 以上可能的法律漏洞與廠商疏失問題，將透過相關機關或單位來抽驗市售包裝食品的營養標示值是否正確。

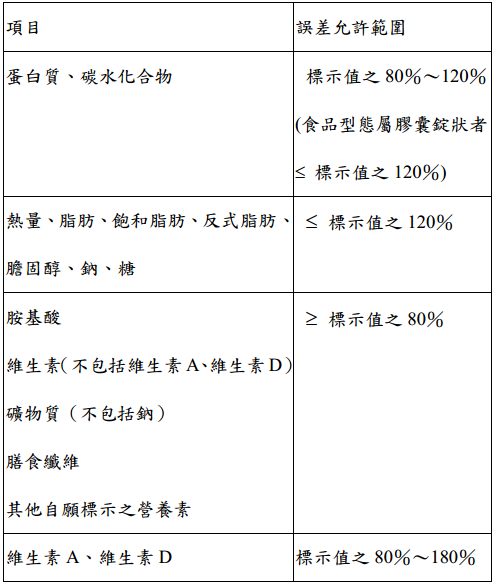
Nutrition facts label format 4-1 of Taiwan

#### 熱量計算方式
1. 蛋白質之熱量，以每公克四大卡計算。
2. 脂肪之熱量，以每公克九大卡計算。
3. 碳水化合物之熱量，以每公克四大卡計算，但加以標示膳食纖維者，其膳食纖維熱量得以每公克二大卡計算。
4. 赤藻糖醇之熱量得以零大卡計算，其他糖醇之熱量得以每公克二‧四大卡計算；有機酸之熱量得以每公克三大卡計算；酒精(乙醇)之熱量得以每公克七大卡計算。並應將糖醇含量標示於營養標示格式中，有機酸及酒精(乙醇)含量應於營養標示格式下方註明。

### 適用範圍探討

#### 部分適用本規定之食品
1. 市售包裝嬰兒與較大嬰兒配方食品及特定疾病配方食品應符合本規定以及「市售包裝嬰兒與較大嬰兒配方食品及特定疾病配方食品應遵行事項」規定，其營養標示格式及標示值之誤差允許範圍應以「市售包裝嬰兒與較大嬰兒配方食品及特定疾病配方食品應遵行事項」規定辦理。
2. 無添加維生素、礦物質作為營養添加劑之錠狀、膠囊狀食品，請依「包裝食品營養標示應遵行事項」提供營養標示。
3. 最小販售包裝應依規定完整標示（含營養標示），產品如無個別小包裝單獨販售之情形，則於外包裝標示即可。
4. 含夾鏈袋形式之包裝(開封後，可以夾鏈袋形式封口，如粒裝夾鏈袋口香糖)，開封後原包裝之密封完整性已無法恢復原狀，故應依規定進行營養標示。
5. 健康食品仍需要要符合「包裝食品營養標示應遵行事項」。
6. 未有宣稱的食品，可自願標示，但須依「包裝食品營養標示應遵行事項」標示之。

#### 不適用本規定之食品
1. 包裝維生素礦物質類之錠狀、膠囊狀食品，發泡錠產品：針對添加維生素、礦物質作為營養添加劑之錠狀、膠囊狀食品，不適用本規定，請依「包裝維生素礦物質類之錠狀膠囊狀食品營養標示應遵行事項」。
2. 市場業者販售之散裝食品(如一般市場所販賣的滷味豆干，以保麗龍、保鮮膜或網袋包裝，或其他未封口之包材之臨時性簡易包裝)：目的是方便顧客拿取，且僅於該現場販售為主，非以擴大銷售範圍及延長陳售時間；散裝食品以透明塑膠盒、盒底打洞、盒面熱封膜封口之方式加以包裝，因其包裝並未完全密封，未具延長保存期間之作用，故不屬於市售包裝食品的範圍，無須進行營養標示。
3. 有包裝之生鮮肉品，依據署授食字第1011301385號公告，市售包裝農產品之原料如全係屬生鮮之畜禽肉品、水產品及蔬果農產品原料，並未有營養宣稱，且未含有其他原料或食品添加物，亦未經過鹽漬、乾燥等加工處理，得免標示營養標示。(如欲自願標示，則仍須依「包裝食品營養標示應遵行事項」標示之。)
4. 即食鮮食食品，如為0~18℃冷藏之保存方式，可供直接食用或加(復)熱後（非以高溫殺菌為目的之加熱方式）供直接食用之生鮮、調理食品，例如御飯糰、各式便當、各式沙拉、截切水果盒、各式三明治，如屬散裝食品，不適用「包裝食品營養標示應遵行事項」，目前暫無強制標示營養標示。
5. 購買時當場封口包裝(消費者自行以塑膠袋盛裝後過秤，再以鐵絲或壓模機封口之包裝方式)，非屬市售包裝食品的範圍，不需要營養標示。
6. 餐飲服務時隨餐供應的小包裝，於店內配餐服務消費者，得免標示營養標示。
7. 除符合得免營養標示規定之包裝食品，市售完整包裝的食品皆必須有營養標示。目前得免除營養標示之食品類別，包括未有營養宣稱之下列品項：
  1. 飲用水、礦泉水、冰塊。
  2. 未添加任何其他成分或配料之生鮮、冷藏或冷凍之水果、蔬菜、家畜、家禽、蛋、液蛋及水產品。
  3. 沖泡用且未含其他原料或食品添加物之茶葉、咖啡、乾豆、麥、其他草木本植物及其花果種子。(如茉莉花茶僅含茉莉花與茶葉)
  4. 調味香辛料及調理滷包。
  5. 鹽及鹽代替品。
  6. 其他食品之熱量及營養素含量皆符合「包裝食品營養標示應遵行事項」得以「0」標示之條件者
8. 非直接販售予消費者之食品及食品原料，屬可免除營養標示。

### 附則規定與說明
1. 包裝食品於本規定施行前製造者(以製造日期為準)，得不適用本規定(不溯及既往原則)。
2. 「包裝食品營養標示應遵行事項」自104年7月1日起（以產品在工廠完成製造之日期為準）開始實施。
3. 假若產品的包材在104年7月1日前已印行，但產品的製造日期在104年7月1日以後，可以將舊有營養標示覆蓋，並具有不易脫落之印刷及打印標示方式，且不得遮蓋到其他依食品安全衛生管理法第22條所必須標示之項目；而假若產品的製造日期在104年7月1日以前，且標示舊營養標示格式，則可繼續使用至有效日期止。
4. 外國之營養標示項目及相關規定，與我國不盡相同，如欲在台灣販售，仍須符合台灣之營養標示相關規定；假若外銷產品同時亦在國內販售，則應同時符合輸入國和國內相關規定。
5. 「包裝食品營養標示應遵行事項」與原「市售包裝食品營養標示規範」主要不同在於：
  1. 增加「糖」為強制標示項目、原5種格式變更為2種格式。
  2. 增加1-3歲及孕乳婦之每日營養素攝取量基準值。
  3. 增加相關名詞定義、熱量計算及誤差容許範圍等。

### 常見的食品標示規定[12]

#### 茶、咖啡及果蔬品名之飲料
| 品項           | 規定 |
| -------------- | --- |
| 咖啡飲料       | 應以紅黃綠標示區分咖啡因含量 1. 紅色代表每杯咖啡因總含量201毫克以上 2. 黃色代表每杯咖啡因總含量101毫克至200毫克 3. 綠色代表每杯咖啡因總含量100毫克以下                                        |
| 果蔬品名之飲料 | 1. 果蔬汁含量應達百分之十以上，始得以「○○汁」為品名，並須標示原汁含有率 2. 果蔬汁含量未達百分之十者，應於品名標示「○○風味」或「○○口味」字樣，並標示「果(蔬)汁含量未達百分之十」或「無果(蔬)汁 |
| 茶飲料         | 未以茶葉調製，而以添加茶精等香料者，應於品名標示「○○風味」或「○○口味」字樣 |

#### 鮮乳，保久乳及乳品
| 品名   | 定義 |
| ------ | --- |
| 鮮乳   | 以生乳為原料，經加溫殺菌包裝後冷藏供飲用之乳汁                                                                                             |
| 保久乳 | 以生乳或鮮乳經高壓或高溫滅菌，以無菌包裝後供飲用之乳汁，可於室溫下儲藏                                                                     |
| 調味乳 | 以百分之五十以上之生乳、鮮乳或保久乳為主要原料，添加調味料等加工製成                                                                       |
| 乳飲品 | 將乳粉或濃縮乳加水還原成比例與原鮮乳比例相同之還原乳，並佔總內容物含量百分之五十以上，得混和其他非乳原料及食品添加物加工製成未發酵飲用製品 |
| 乳粉   | 由生乳除去水分所製成之粉末狀產品 |

#### 米粉絲
使用百分之五十以上之米穀（粉）為原料，經糊化、擠壓、蒸煮、乾燥等過程製成細長條之包裝製品；使用百分之百米為原料製成者才能標示為純米粉（絲）、米粉（絲）；使用百分之五十以上之米為原料，添加其他食用澱粉或食用榖粉為原料製成者，須標示為調合米粉（絲）

#### 減鈉鹽
氯化鈉含量低於百分之六十五之市售包裝食鹽產品，應以「鉀鈉鹽」或「減鈉鹽」為產品品名，並應以中文顯著標示「腎病變者應諮詢醫師或營養師是否適宜使用」等警語字樣

#### 全穀產品
| 品名       | 定義 |
| ---------- | --- |
| 全穀原料粉 | 內容物（原料）須100％為全穀                                                                                           |
| 全穀產品   | 產品所含全穀成分佔配方總重量百分比51% (含)以上，才能以全穀產品命名（如：全麥○○）                                      |
| 部分全穀   | 產品所含全穀成分佔配方總重量百分比未達51%，僅能以「本產品部分原料使用全穀原料製作」或「本產品含部分全穀粉」等方式標示 |

#### 調合油
1、調合油外包裝品名中只宣稱一種油脂名稱者，該項油脂需佔產品內容物含量百分之五十以上
2、調合油外包裝品名中宣稱二種油脂名稱者，該二種油脂須各佔產品內容物含量百分之三十以上
3、調合油如非以油脂名稱為品名者，不得於外包裝上宣稱和油脂名稱類似詞句，如「○○○風味」或○○○配方」等字樣

#### 速食麵
1、內容物附調味粉包，並無食材包者，應以與該調味粉包本質相符之「○○味麵、○○風味麵或湯麵」為品名
2、內容物含有調味粉包及食材包者，其品名直接宣稱為與該食材包本質相符之「○○麵」

#### 素食產品
應於包裝上顯著標示「全素或純素」、「蛋素」、「奶素」、「奶蛋素」、「植物五辛素」等字樣，不得只標示「素食可食」
| 名稱       | 定義                                                     |
| ---------- | -------------------------------------------------------- |
| 全素或純素 | 只食用不含植物五辛（蔥、蒜、韭、蕎及興渠）之純植物性食物 |
| 蛋素       | 食用全素或純素及蛋製品                                   |
| 奶素       | 食用全素或純素及奶製品                                   |
| 奶蛋素     | 食用全素或純素及奶蛋製品                                 |
| 植物五辛素 | 食用植物性之食物                                         |

#### 重組肉
包裝重組肉食品應以中文於品名顯著標示「重組」、「組合」或等同之文字說明，並加註「僅供熟食」或等同字義之醒語

#### 食品過敏原
含有蝦、蟹、芒果、花生、牛奶、蛋等六項對特殊過敏體質者致生過敏之內容物及其製品，須於容器或外包裝上，顯著標示含有致過敏性內容物名稱之醒語資訊，所以如果沒有標示就表示食品內不含這六類原料